# Lirularia
Lirularia là một chi ốc biển nhỏs, là động vật thân mềm chân bụng sống ở biển trong họ Trochidae, họ ốc đụn.

## Các loài
Các loài trong chi Lirularia gồm có:
- Lirularia acuticostata (Carpenter, 1864)
- Lirularia antoniae Rubio & Rolán, 1997
- Lirularia bicostata (J. H. McLean, 1964)
- Lirularia canaliculata (E.A. Smith, 1871)
- Lirularia dereimsi (Dollfus, 1911)
- Lirularia discors J. H. McLean, 1984
- Lirularia iridescens (Schrenck, 1863)
- Lirularia lirulata (Carpenter, 1864)
- Lirularia minima (Golikov, in Golikov & Scarlato, 1967)
- Lirularia optabilis (Carpenter, 1864)
- Lirularia parcipicta (Carpenter, 1864)
- Lirularia succincta (Carpenter, 1864)